# Mura di Asciano
Le mura di Asciano delimitano il centro storico di Asciano e in passato ne costituivano il sistema difensivo.
Edificate in epoca medievale, nel tardo Trecento vennero rafforzate da Gherardo di Bindo con l'innalzamento di torri difensive e ulteriormente restaurate a metà del secolo successivo, dopo che gran parte della cinta risultava danneggiata. Nel corso della seconda guerra mondiale venne distrutto il tratto sud-orientale delle mura, compresa la porta che permetteva l'accesso al centro storico da quel lato, senza essere in seguito ricostruito.
La cinta muraria si presenta a forma ovale, con strutture murarie rivestite in pietra e con 6 torri con basamento a scarpa che si conservano pressoché intatte lungo il lato occidentale. Resta anche una delle antiche porte di accesso, la cosiddetta Porta Senese, denominata anche Porta Bianchi, che si apre verso ponente.